# Roca Alert
La Roca Alert (en inglés: Alert Rock) (54°15′S 36°22′O / -54.250, -36.367) es una roca sumergida ubicada a unos 3 kilómetros al este-sureste de la punta Barff, que marca el lado este de la entrada a la bahía Cumberland Este en Georgia del Sur. Fue trazada en 1929 por el personal de Investigaciones Discovery que lo nombró por el Alert (alerta), una pequeña lancha a motor utilizada durante la encuesta.